# William Denison
William Thomas Denison (Londra, 3 maggio 1804 – East Sheen, 19 gennaio 1871) è stato un politico e militare britannico.
Fu viceré provvisorio d'India tra il 1863 ed il 1864. In precedenza era stato vice-governatore della Terra di Van Diemen dal 1847 al 1855, governatore del Nuovo Galles del Sud dal 1855 al 1861 e governatore di Madras dal 1861 al 1866.
Secondo Percival Serle, Denison era un uomo di alto profilo ed ottimo amministratore. Nei suoi primi giorni in Tasmania parlò fin troppo francamente del comportamento dei coloni in lettere che credeva confidenziali e questo accentuò poi il suo rapporto tra i rappresentanti del governo coloniale e la popolazione locale. Mostrò grande interesse nella vita della colonia, agendo per la promozione dell'educazione, delle scienze e del commercio in un'epoca nella quale la Tasmania si stava sviluppando per divenire una colonia prospera. Nel Nuovo Galles del Sud il suo compito fu ancora più semplice e non trovò difficoltà nel risolvere i problemi riscontrati nella colonia.

## Biografia

### I primi anni
Denison era il terzo figlio del politico John Denison, di Ossington, deputato per la circoscrizione elettorale di Colchester, e della sua seconda moglie Charlotte Estwick. Suoi fratelli erano Evelyn Denison (1800–1873), futuro Speaker della Camera dei Comuni, ed i religiosi Edward Denison (1801–1854, che fu vescovo della chiesa anglicana) e George Anthony Denison (1805–1896). Nacque a Londra e studiò presso una scuola privata a Sunbury prima di portarsi a studiare presso l'Eton College ed il Royal Military College di Sandhurst ed entrare così dal 1826 nel corpo dei Royal Engineers. Nel novembre del 1838 sposò Caroline Hornby.

### La costruzione del Canale Rideau
L'allora tenente Denison fu uno degli ufficiali che lavorarono sotto la guida del tenente colonnello John By alla costruzione del Canale Rideau, nell'Alto Canada (1826–1832). Denison condusse per l'occasione degli esperimenti sotto la supervisione del tenente colonnello By per determinare la forza del legname proveniente dalla vicina Bytown per essere impiegato come materiale da costruzione. I suoi rilievi vennero pubblicati in uno studio dell'Institution of Civil Engineers in Inghilterra e gli valsero la prestigiosa Telford Medal in argento.
Tornò in Inghilterra nel 1831 e lavorò a Woolwich e come istruttore a Chatham dal 1833. Lavorò all'osservatorio di Greenwich con Ramsden e nel 1837 fu ingegnere incaricato del porto di Woolwich. Venne promosso capitano nel 1841 e nel 1842 si portò in visita nelle Bermuda. Nel 1844 collaborò con la commissione locale per la sanità pubblica, ricevendo il titolo di cavaliere nel 1846.

### Vice-governatore della Terra di Van Diemen
Denison ottenne la posizione di vice-governatore della Terra di Van Diemen nel 1846 su raccomandazione di sir John Burgoyne e giunse a Hobart il 25 gennaio 1847. Sei membri del Consiglio Legislativo locale si erano dimessi per protesta per i costi eccessivi del sistema penitenziario locale, il che portò alla sospensione del trasporto dei prigionieri nelle colonie penali del Nuovo Galles del Sud. Diverse furono le proteste anche da parte di membri dell'Anti-Transportation League e di sir John Eardley-Wilmot. Denison disse di avere la soluzione per risolvere il problema, ma il Consiglio Legislativo non raggiunse il quorum sulla votazione relativa. Per le difficoltà riscontrate a livello amministrativo, Denison prese l'amara ma necessaria decisione di non servirsi del Consiglio anche se questo ovviamente gli avrebbe precluso il sostegno degli organismi di governo e lo avrebbe obbligato a emendare alcune tasse locali. Anche in questo caso ad ogni modo sorsero dei contenziosi, come nel caso della tassa sui cani che John Morgan, editore della Britannia, si rifiutò di pagare. Il caso venne condotto sino alla Suprema Corte di Giustizia dove John Lewes Pedder ed il giudice Algernon Montagu stabilirono l'invalidità della proposta del governatore sulle tassazioni. Denison accusò i giudici di negligenza e di non voler vedere le motivazioni che andavano oltre le decisioni prese.
Un rapporto stilato da Denison al Segretario di Stato, nel quale parò a sfavore dei coloni nel complesso a fronte della vicenda avvenuta, anziché venire tenuto segreto venne dato alle stampe come documento del parlamento e Denison divenne perciò molto impopolare, riportando alla luce i conflitti interni che si consumavano ancora per le colonie penali ed il loro costo. La scoperta di giacimenti d'oro in Australia, ridusse i crimini e la costruzione di prigioni in Inghilterra portò al declino delle tensioni anche in Tasmania.
Durante questo stesso periodo Denison dovette affrontare il problema sempre più pressante di un governo autonomo per l'Australia. Venne eletto un consiglio composto da 16 membri per la Tasmania e pertanto il potere del governatore locale venne drasticamente ridotto. Nel settembre del 1854, complice anche un recupero della sua popolarità, venne nominato governatore del Nuovo Galles del Sud. Uno dei suoi ultimi atti ufficiali fu l'approvazione della richiesta del Consiglio Legislativo che intendeva cambiare il nome della colonia in Tasmania.

### Governatore del Nuovo Galles del Sud
Denison venne nominato governatore del Nuovo Galles del Sud il 20 gennaio 1855. Nel 1856, il suo governatorato venne esteso al Nuovo Galles del Sud, alla Tasmania, a Victoria, all'Australia Meridionale ed all'Australia occidentale, un titolo che doveva promuovere ed incoraggiare la cooperazione tra colonie. In risposta alla Guerra di Crimea, rafforzò le difese di Sydney ponendo nuove batterie d'artiglieria a Dawes Point ed avviando la costruzione di Fort Denison. Inaugurò un sistema di governo bicamerale nel Nuovo Galles del Sud, mostrando grande tatto e saggezza nei suoi atti. Riuscì ad opporsi all'iniziale decisione del Colonial Office di porre il New England e la valle del Clarence sotto il governo della nuova colonia del Queensland. Nel 1859, nominò il primo consiglio legislativo del Queensland ed iniziò un processo per l'elezione di un'Assemblea Legislativa inaugurata il 22 maggio 1860. Migliorò le comunicazioni postali col Regno Unito e le tariffe intercoloniali nonché il sistema dei fari navali dell'isola.
Denison chiuse la colonia penale di Norfolk Island e recuperò gli ammutinati del Bounty da Pitcairn Island. Visitando la Nuova Zelanda diede dei consigli al colonnello Thomas Gore Brown che, se seguiti, avrebbero potuto evitare le Guerre della Nuova Zelanda. Nel novembre del 1860 ricevette la notizia della sua nomina a governatore della Presidenza di Madras e lasciò Sydney il 22 gennaio 1861.

### Governatore di Madras

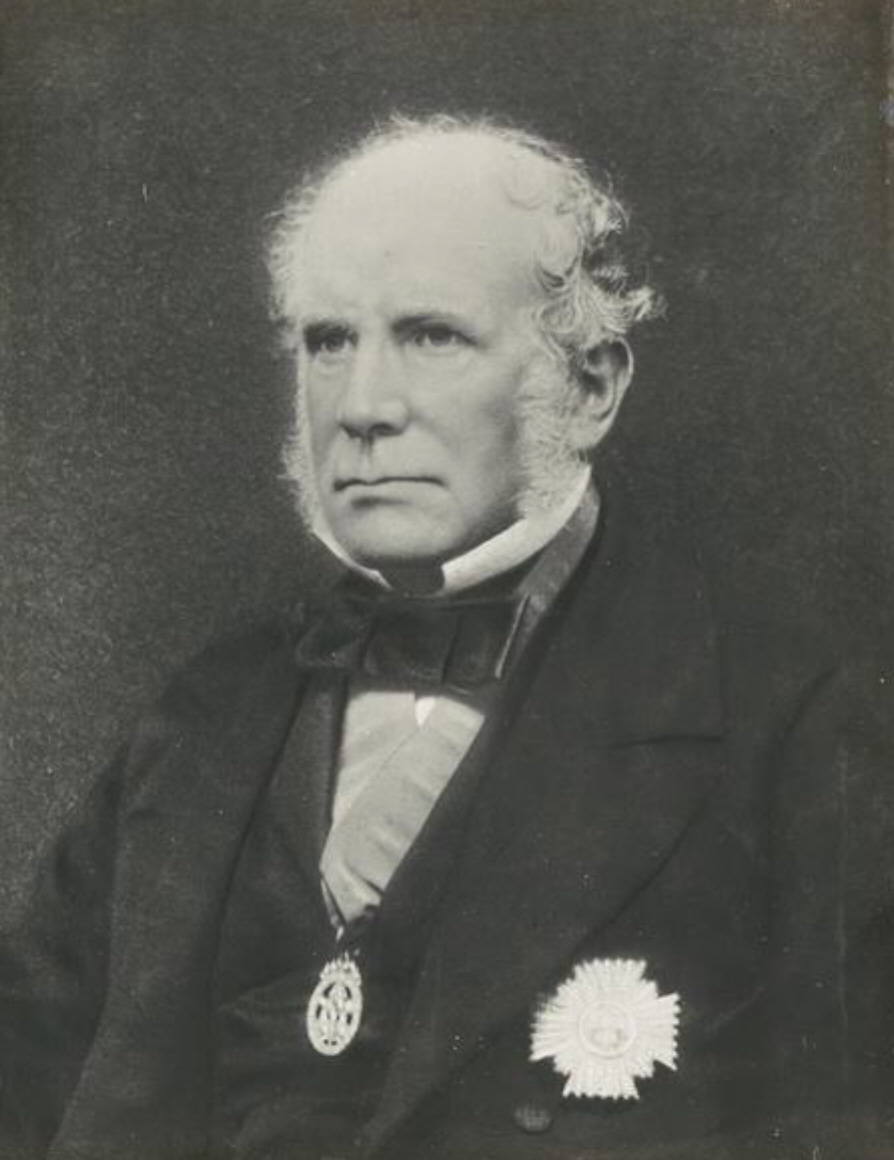
William Denison in una fotografia all'epoca del governatorato di Madras

La prima opera di Denison come governatore di Madras fu quella di riorganizzare il corpo dei sepoy dopo la rivolta del 1857. Si oppose all'idea di separare gli eserciti del Bengala, di Madras e di Bombay come pure all'introduzione di membri indiani nel consiglio legislativo delle province e delle presidenze. Condannò ogni idea di autogoverno e rappresentatività per gli indiani, come pure si batté perché non fossero ammessi al servizio civile perché tutti gli ufficiali fossero "gentiluomini".
In India la sua formazione come ingegnere gli risultò utile per la realizzazione di canali d'irrigazione e opere pubbliche di cui il paese aveva grande bisogno. Nel novembre del 1863, quando Lord Elgin morì, Denison lo sostituì come per due mesi come governatore provvisorio dell'intera India. Durante questo periodo riuscì a richiamare all'ordine le truppe che erano state impiegate nella campagna di Sitana.
Nel marzo del 1866 si ritirò dal servizio attivo e fece ritorno in Inghilterra dove si dedicò alla preparazione della sua opera Varieties of Vice-Regal Life che venne pubblicata in due volumi nel 1870. Nel 1868 fu membro della commissione reale per lo studio dell'inquinamento dei fiumi inglesi, mantenendo tale incarico sino alla propria morte. Morì a East Sheen, nel Surrey, venendo sopravvissuto dalla moglie Caroline Lucy, figlia dell'ammiraglio sir Phipps Hornby, che aveva sposato il 29 novembre 1838, da sei figli e da quattro figlie.
Denison si interessò particolarmente alle scienze e supportò una serie di studi per la storia naturale dell'India. Ebbe una fitta corrispondenza con sir Roderick Murchison ma da strenuo anglicano e anti-darwiniano si oppose ad alcune sue idee e pubblicò un saggio sulle origini dell'uomo e una critica a Essays and Reviews.
La città di Port Denison, nel Queensland prende il nome da lui.

## Tassonomie in onore di Denison

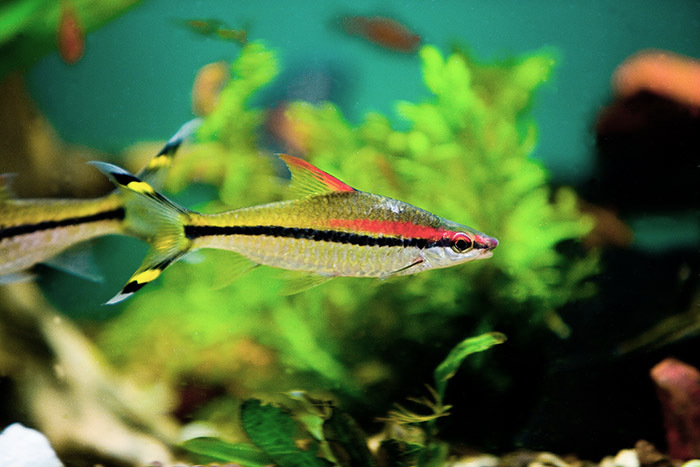
Il barbo di Denison deve il proprio nome al governatore di Madras e gli fu dato da Francis Day

Due specie indiane prendono il proprio nome da William Denison: un pesce, il barbo di Denison (Sahyadria denisonii ), e una pianta, la Impatiens denisonii.
Un genere di serpenti velenosi australiani, le Denisonia, deve pure il proprio nome a William Denison.